# Buskticka
Buskticka (Phellinus contiguus) är en svampart som först beskrevs av Christiaan Hendrik Persoon, och fick sitt nu gällande namn av Narcisse Theophile Patouillard 1928. Buskticka ingår i släktet Phellinus och familjen Hymenochaetaceae.  Arten är reproducerande i Sverige. Inga underarter finns listade i Catalogue of Life.

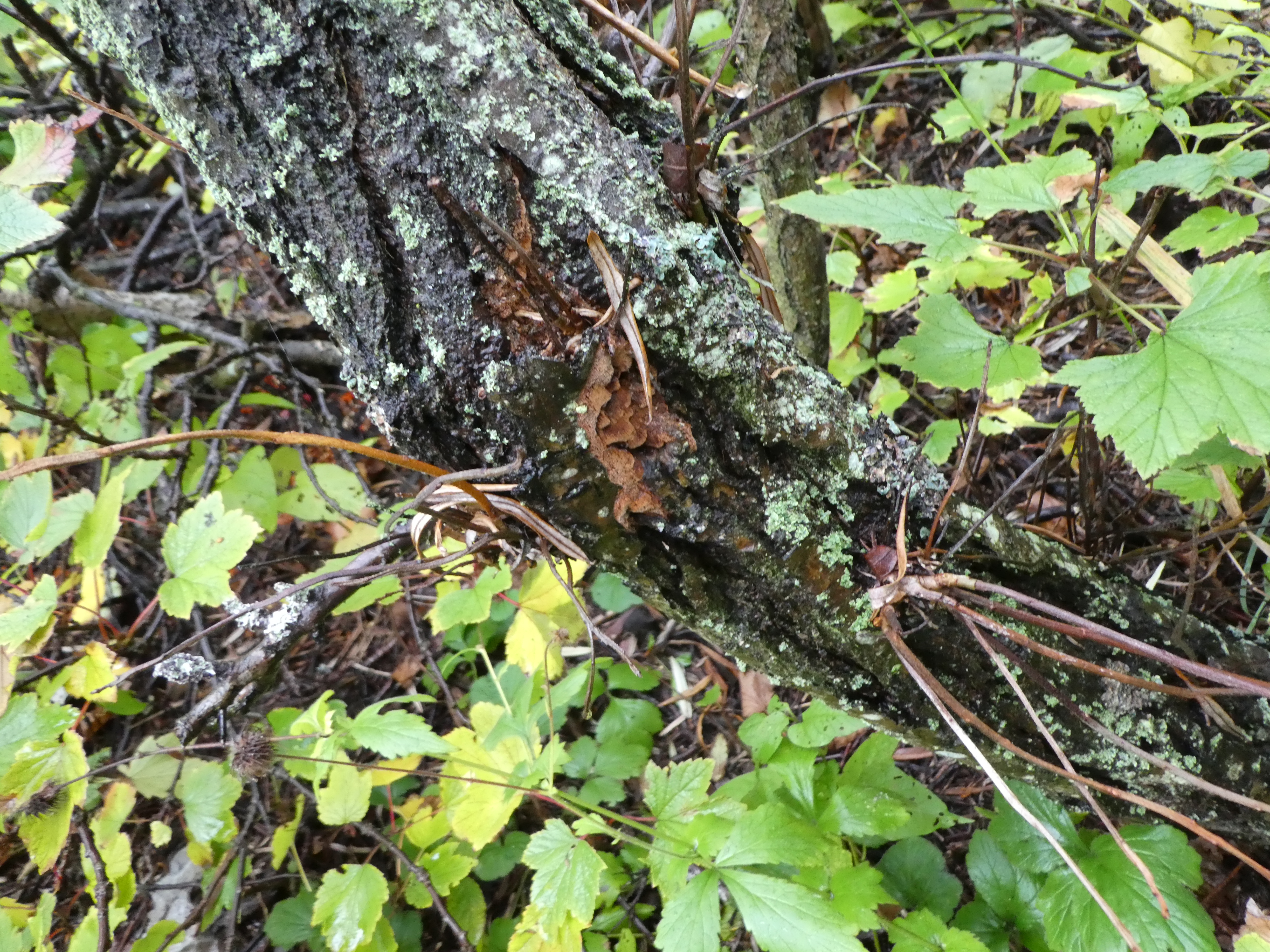
Buskticka på havtorn på Räfsö, Björneborg